# نقوش صخره‌ای هومیان
نقوش صخره‌ای هومیان بر روی غاری در شمال شهرستان کوهدشت و در شمال غرب استان لرستان حکاکی شده‌اند. اطلاعات به صورت‌های فردی و جمعی پایان می‌یابد. تعداد این نقش‌ها در غار هومیان ۱۰ نقش و در دره میرملاس ۱۸ نقش است که بیشتر آنان به رنگ‌های سیاه و زرد کشیده شده‌اند.